# Rungia linifolia
Rungia linifolia är en akantusväxtart som beskrevs av Christian Gottfried Daniel Nees von Esenbeck. Rungia linifolia ingår i släktet Rungia och familjen akantusväxter. Utöver nominatformen finns också underarten R. l. saldanhae.